# Tour der englischen Rugby-Union-Nationalmannschaft nach Australien 1999
| Tour der Engländer nach Australien 1999 | Tour der Engländer nach Australien 1999 | Tour der Engländer nach Australien 1999 | Tour der Engländer nach Australien 1999 | Tour der Engländer nach Australien 1999 |
| Übersicht                               | S                                       | G                                       | U                                       | N                                       |
| --------------------------------------- | --------------------------------------- | --------------------------------------- | --------------------------------------- | --------------------------------------- |
| Test Matches                            | 1                                       | 0                                       | 0                                       | 1                                       |
| Sonstige Spiele                         | 1                                       | 1                                       | 0                                       | 0                                       |
| Gesamt                                  | 2                                       | 1                                       | 0                                       | 1                                       |
|                                         |                                         |                                         |                                         |                                         |
| Australien                              | 1                                       | 0                                       | 0                                       | 1                                       |

Die Tour der englischen Rugby-Union-Nationalmannschaft nach Australien 1999 umfasste eine Reihe von Freundschaftsspielen der englischen Rugby-Union-Nationalmannschaft. Sie im Juni 1999 durch Australien und bestritt zwei Spiele. Darunter war ein Test Match gegen die australische Nationalmannschaft, die mit einer Niederlage endeten. Hinzu kam ein weiteres Spiel gegen ein regionales Auswahlteam, in dem die Engländer als Sieger vom Platz gingen.

## Spielplan
- Hintergrundfarbe grün = Sieg
- Hintergrundfarbe rot = Niederlage

(Test Matches sind grau unterlegt; Ergebnisse aus der Sicht Englands)
| # | Datum         | Gegner          | Ort      | Stadion           | Ergebnis |
| - | ------------- | --------------- | -------- | ----------------- | -------- |
| 1 | 19. Juni 1999 | Queensland Reds | Brisbane | Ballymore Stadium | 39:14    |
| 2 | 26. Juni 1999 | Australien      | Sydney   | Stadium Australia | 15:22    |

## Test Match
| 26. Juni 1999 20:00 AEST | Australien                                      | 22 : 15        | England                                                          | Stadium Australia, Sydney Zuschauer: 81.006 Schiedsrichter: Colin Hawke (Neuseeland) |
| 26. Juni 1999 20:00 AEST | Versuche: Roff Tune (2) Wilson Erhöhungen: Roff | (10:7) Bericht | Versuche: Perry (2) Erhöhungen: Wilkinson Straftritte: Wilkinson | Stadium Australia, Sydney Zuschauer: 81.006 Schiedsrichter: Colin Hawke (Neuseeland) |

Aufstellungen:
- Australien: Matt Cockbain, George Gregan, Nathan Grey, David Giffin, Daniel Herbert, Tim Horan, Toutai Kefu, Chris Latham, Patricio Noriega, Glen Panoho, Jeremy Paul, Joe Roff, Ben Tune, John Welborn, David Wilson  
 Auswechselspieler: Matt Burke, Dan Crowley, Tiaan Strauss, Jim Williams
- England: Neil Back, Kyran Bracken, Mike Catt, Richard Cockerill, Martin Corry, Darren Garforth, Jeremy Guscott, Richard Hill, Martin Johnson , Jason Leonard, Dan Luger, Matt Perry, David Rees, Tim Rodber, Jonny Wilkinson 
 Auswechselspieler: Nick Beal, Ben Clarke, Matt Dawson, Phil de Glanville, Phil Greening, Danny Grewcock, Victor Ubogu